# Maudie - Una vita a colori
Maudie - Una vita a colori (Maudie) è un film del 2016 diretto da Aisling Walsh con protagonisti Sally Hawkins e Ethan Hawke. La pellicola racconta la vita dell'artista canadese Maud Lewis.

## Trama
Anni '30. Everett Lewis è un uomo molto solitario che vive in un piccolo paesino nella regione della Nuova Scozia, in Canada. Un giorno assume come domestica la fragile Maudie, una donna dagli occhi molto intensi ma dal corpo deformato, afflitta da una forma di artrite progressiva. Il sogno della donna è solo quello di diventare indipendente per staccarsi dalla sua zia iperprotettiva e dedicarsi con passione alla pittura. Everett, uomo apparentemente burbero e scontroso, grazie all'avvicinamento della donna riscopre se stesso e piano piano se ne innamora. Lei, nel frattempo, diventa una pittrice affermata, e diversi compratori arrivano fin da New York per poter ammirare i suoi dipinti e comprarli.

## Promozione
Il primo trailer del film viene diffuso il 16 febbraio 2017.

## Distribuzione
Il film è stato presentato al Telluride Film Festival il 2 settembre 2016 e al Toronto International Film Festival il 12 settembre.
In Italia è disponibile su Infinity TV dal 1º dicembre 2017.

## Riconoscimenti
- 2016 - Atlantic Film Festival
  - Miglior film
  - Miglior sceneggiatura a Sherry White
- 2016 - Cinéfest Sudbury
  - Miglior film
- 2016 - Vancouver International Film Festival
  - Premio del pubblico per il miglior film
- 2016 - Windsor International Film Festival
  - Premio del pubblico per il miglior film
- 2017 - Women's Image Network Awards[4]
  - Candidatura per il miglior film
  - Candidatura per la migliore attrice a Sally Hawkins
- 2017 - San Diego Film Critics Society Awards[5][6]
  - Miglior attrice a Sally Hawkins
  - Candidatura per il miglior attore non protagonista a Ethan Hawke
- 2018 - National Society of Film Critics[7]
  - Miglior attrice a Sally Hawkins